# Urbisaglia
Urbisaglia é uma comuna italiana da região dos Marche, província de Macerata, com cerca de 2.768 habitantes. Estende-se por uma área de 22 km², tendo uma densidade populacional de 126 hab/km². Faz fronteira com Colmurano, Corridonia, Loro Piceno, Petriolo, Tolentino.
Era conhecida como Urbe Sálvia (em latim: Urbs Salvia) durante o período romano. Veja Caio Fúfio Gêmino.

## Demografia
| Variação demográfica do município entre 1861 e 2011                               |
|                                                                                   |
| Fonte: Istituto Nazionale di Statistica (ISTAT) - Elaboração gráfica da Wikipedia |